# VfL Bad Kreuznach
Der VfL Bad Kreuznach (vollst.: Verein für Leibesübungen 1848 Bad Kreuznach e. V.) ist ein deutscher Sportverein aus Bad Kreuznach. Die Basketball-Abteilung des Klubs war maßgeblich am Aufschwung ihrer Sportart in Deutschland beteiligt, vor allem wegen der Pioniertätigkeit von Hermann Niebuhr, dem „Vater des deutschen Basketballs“.

## Geschichte und Abteilungen

### Gründung
Der Verein wurde am 28. März 1848 in einer Gaststätte in Bad Kreuznach gegründet, erster Vorsitzender wurde Peter Engelmann, der spätere Gründer der University School of Milwaukee. Binnen kurzer Zeit zählte der Verein bereits 70 bis 80 aktive Mitglieder. Während man zu Beginn das Wiesenzelt als Sportstätte nutzte, traf man sich zu Versammlungen im Lokal „Russischer Hof“. In den folgenden Jahrzehnten betrieb man zunächst fast ausschließlich Turnen, bis sich schließlich weitere eigenständige Abteilungen gründeten.

### Basketball
Nach seiner Rückkehr von einer dreijährigen Lehrtätigkeit in Istanbul gründete Hermann Niebuhr bei seinem Heimatverein 1935 die erste Basketballabteilung in einem deutschen Sportverein. In der Folge schrieb Niebuhr auch die ersten Basketball-Lehrhefte und -Regeln in deutscher Sprache und sorgte auf Lehrgängen bei Universitäten und bei interessierten Sportvereinen für die Verbreitung der Sportart in Deutschland. Bei den Olympischen Spielen 1936 in Berlin war Basketball nach der offiziellen Trennung vom Handball erstmals offizieller olympischer Wettbewerb und der Gastgeber Deutsches Reich hatte auch eine Mannschaft abzustellen. Neben abkommandierten Mannschaften des Heeres und der Luftwaffe waren die Kreuznacher Basketballer die einzigen deutschen Vereinsbasketballer, die sich im Juni 1936 zu einem Vorbereitungsturnier in Bad Kreuznach trafen. Während die Mannschaft von der Heeressportschule Wünsdorf bei Berlin unter der Leitung von Hugo Murero, der das Basketballspiel bereits 1932 an dieser Sportschule eingeführt hatte, das Turnier gewann, wurde aus dem Kreis der Teilnehmer sowie ehemaligen Handballern eine Olympiamannschaft gebildet, bei der auch drei Kreuznacher dabei waren: Niebuhr als nichtspielender Mannschaftsführer unter Trainer Murero, sowie Jupp Schäfer vom TV 1848 und Otto Gottwald vom PSV Bad Kreuznach, die jedoch nicht zum Einsatz kamen. 1939 wurde dann die erste offizielle deutsche Basketball-Meisterschaft ausgetragen, bei der der VfL Gruppensieger gegen Gießen und Dortmund wurde, aber das Endspiel gegen die Luftwaffensportschule Spandau verlor und somit erster Vizemeister wurde. Kurze Zeit später erlag der Spielbetrieb, wie überall in Deutschland, aufgrund des Zweiten Weltkrieges.
Auch nach dem Zweiten Weltkrieg schafften es einige Spieler des VfL in die Nationalmannschaft. 1959 schaffte der es Verein, nachdem man Rheinland-Pfalz-Meister wurde, bis ins Viertelfinale der deutschen Meisterschaft. Zwei Jahre später stieg die erste Herrenmannschaft des VfL aus der Oberliga Rheinland-Pfalz ab und verpasste den Anschluss an die Entwicklung der besten Basketballmannschaften Deutschlands. Während andere Vereine hauptamtliche Trainer einstellten und große Sporthallen bauten, waren beim VfL ausschließlich ehrenamtliche Funktionäre im Amt, gespielt wurde in einer kleinen Halle in der Jahngasse. In den folgenden Jahren bis 1970 spielte die Herrenmannschaft bis auf einzelne Spielzeiten drittklassig unterhalb der nach Gründung der Basketball-Bundesliga zweitklassigen Oberliga Südwest. Stattdessen vertraten Rudolf Anheuser und Manfred Ströher den Verein als Schiedsrichter auf internationaler Ebene. So war Anheuser erst der zweite deutsche Basketball-Schiedsrichter bei Olympischen Spielen und leitete Spiele bei Olympia 1972 in München. Ströher, der zwischenzeitlich Schiedsrichterwart des Deutschen Basketball Bundes war, wurde schließlich 1984 Präsident des nationalen Verbandes und blieb es zehn Jahre bis 1994.
Nachdem man zu Beginn der 1970er Jahre noch einige Zeit zweitklassig gespielt hatte, ging man nach dem Abstieg 1974 freiwillig zurück in die damals noch viertklassige Landesliga. Nach Gründung der 2. Basketball-Bundesliga kehrte der VfL unter der Führung von Ex-Nationalspieler Manfred Schitthof kurzzeitig in die nun drittklassige Regionalliga Südwest zurück. Nachdem man sich dort sportlich nicht halten konnte, ging man zurück bis in die nun fünftklassige Landesliga. 2007 gelang die Rückkehr in die Oberliga Rheinland-Pfalz und später der Aufstieg in die 2. Regionalliga Südwest (Nord), die Stand 2013 die fünfthöchste Spielklasse Deutschlands darstellt.

### Hockey
Die Damen-Mannschaft des VfL Bad Kreuznach spielte 1985/86 in der deutschen Hallenhockey-Bundesliga. Außerdem entstammt der spätere Nationalspieler Niklas Meinert der Jugendabteilung des Vereins.

## Erfolge
- Deutscher Basketball-Vizemeister (1939)